# 西五位村
西五位村（にしごいむら）は、かつて富山県西礪波郡にあった村。現在の高岡市福岡町の小矢部川左岸の西五位地区にあたる。

## 沿革
- 1889年（明治22年）4月1日 - 町村制の施行により、礪波郡土屋村の区域の一部、上田新村、竹山新村、上向田村、下向田村、藤岡新村、西村、鳥倉村、加茂村、馬場村、三日市村の区域の一部、荒屋敷村の区域の一部、大滝村の区域の一部、土田新村の区域の一部の区域をもって、礪波郡西五位村が発足する。
- 1896年（明治29年）3月29日 - 郡制の施行のため、礪波郡が分割して、西礪波郡が発足により、西礪波郡に所属となる。
- 1954年（昭和29年）8月1日 - 西礪波郡福岡町、西五位村及び五位山村が合併して、西礪波郡福岡町が発足する。
- 2005年（平成17年）11月1日 - 高岡市及び西礪波郡福岡町が合併して、高岡市が発足する。

## 経済

### 農業
『大日本篤農家名鑑』によれば西五位村の篤農家は、「荻野嘉三郎、田中太一郎」などである。

## 医療
- 医師：林成太郎[4]

## 出身人物
- 上埜安太郎（政治家） - 衆議院議員。高岡市長。富山市長。